# Miami Ink
Miami Ink ser un reality show televisiu nord-americà que va estar en antena de 2005 fins a 2008, que transcorre al voltant d'un estudi real de tatuatges de Miami, Florida. Va estar protagonitzat pels artistes del tatuatge Ami James, Chris Núñez, Chris Garver, Darren Brass i l'aprenent Yoji Harada. Als Estats Units es va emetre a través de la cadena televisiva TLC, mentre que a Llatinoamèrica va sortir per People + Arts (Liv), igual que a Espanya, on a més també es va emetre a través d'Discovery Channel.
El nom de la sèrie procedia del nom real que tenia l'estudi on es desenvolupava el reality, encara que poc després es va canviar per "Love & Hate Tattoo". Els amos d'estudi eren Ami James i Chris Núñez, els quals van aprofitar la sèrie per a muntar la seva pròpia línia de roba, vinils per a vehicles i un bar de copes a Miami Beach.

## Sinopsi
El programa exhibeix el treball dels tatuadors des que reben la idea dels seus clients fins al resultat final. En la història es mostren les motivacions dels clients per voler ser tatuats amb cert dibuix en particular.
Yoji Harada és l'aprenent d'Ami James, i com a tal li correspon fer tot el "treball pesat": la neteja, organització, preparació de tintes i agulles, així com de curatius i altres serveis menors, però el que realment vol ser, a part de cantant de punk, és tatuador, pel que a poc a poc es va guanyant la confiança dels seus companys i dels clients i va fent tatuatges.
Kat Von D va començar participant en la primera temporada del programa, ja que Darren Brass es va trencar el colze i va haver de venir des Los Angeles al rescat. En les últimes temporades, la seva relació amb Ami anava a pitjor pel que la tatuadora va decidir abandonar les assolellades platges de Miami i tornar a Califòrnia, on residia, per muntar el seu propi estudi i el seu propi reality,  LA Ink .
Ami narra la majoria dels episodis i Chris Núñez eventualment també participa en aquest sentit. El tema musical de Miami Ink és "  Funky Kingston ", de la banda jamaicana Toots and the Maytals.

## Personalitats que han participat en el programa
- Diable Dimes - músic - per Darren Brass
- Evan Seinfeld - músic de la formació Biohazard - per Chris Garver
- Sunny Garcia - surfista professional - per Ami James
- H2O - Tres membres de la formació van ser tatuats.
- Bam Margera - skater professional - per Kat Von D
- Phil Varone - ex-bateria de la formació Skid Row - per Darren Brass
- Harold Hunter - skater professional que va participar de la pel·lícula Kids. Va ser el seu primer i últim tatuatge, ja que posteriorment moriria algunes setmanes després a Nova York.
- Lloyd Banks - raper del grup G-Unit.
- Gabriel Ramos - per Chris Núñez.
- AB Quintanilla - músic, creador de Kumbia All Stars, ex integrant del grup Selena i Els Digues-nos, germà de la morta Selena Quintanilla, reconeguda artista de la música Tex-Mex - per Kat Von D
- Frank Iero - guitarrista del grup My Chemical Romance - per Kat Von D
- Ronnie Radke - vocalista del grup Falling in Reverse - Kat Von D